# Wolfgang Bier (Jurist)
Wolfgang Bier (* 8. Februar 1955 in Koblenz) ist ein deutscher Jurist und ehemaliger Vorsitzender Richter am Bundesverwaltungsgericht.

## Leben
Bier leistete seinen Wehrdienst ab und begann Rechtswissenschaften zu studieren. 1981 legte er in Köln die erste und 1983 in Düsseldorf die zweite juristische Staatsprüfung ab. Ende 1983 wurde er zum Richter auf Probe ernannt und war kurz wissenschaftlicher Mitarbeiter beim Oberverwaltungsgericht Rheinland-Pfalz in seiner Geburtsstadt Koblenz. Vom März 1984 bis 1991 war er Richter am Verwaltungsgericht Neustadt an der Weinstraße. In dieser Zeit schrieb er seine Doktorarbeit, die er 1987 mit der Promotion an der Rheinischen Friedrich-Wilhelms-Universität Bonn abschloss. Im gleichen Jahr wurde er zum Richter auf Lebenszeit ernannt.
Im September 1991 wechselte Bier zum Oberverwaltungsgericht Rheinland-Pfalz und wurde dort im Oktober 2000 zum Vorsitzenden Richter am Oberverwaltungsgericht ernannt.
Von 1989 bis 1991 war Bier als wissenschaftlicher Mitarbeiter an das Bundesverwaltungsgericht und vom November 2000 bis Ende 2001 mit der Hälfte seiner Arbeitszeit an den Verfassungsgerichtshof Rheinland-Pfalz abgeordnet. Er war zudem langjähriges nebenamtliches Mitglied des Landesprüfungsamtes für Juristen beim Ministerium der Justiz Rheinland-Pfalz in Mainz.
Seit 1. Juli 2005 war Wolfgang Bier am Bundesverwaltungsgericht tätig, zunächst im 6. Revisionssenat. Seit Mai 2011 war er zudem Pressesprecher des Bundesverwaltungsgerichts und zuvor bereits mehrere Jahre stellvertretender Pressesprecher.
Am 11. November 2011 übernahm Bier unter Ernennung zum Vorsitzenden Richter am Bundesverwaltungsgericht den Vorsitz des 9. Revisionssenates des Bundesverwaltungsgerichts.
Bier ist Mitautor eines Gesetzeskommentars zur Verwaltungsgerichtsordnung.
Am 30. November 2020 trat Wolfgang Bier in den Ruhestand.

## Schriften (Auswahl)
- Wolfgang Bier: Willensabhängigkeit unvertretbarer Handlungen und Beugezwang (§ 888 Abs. 1 ZPO) (Dissertation). Bonn 1987.